# Flagstaff, Eastern Cape
Flagstaff este un oraș din Provincia Eastern Cape, Africa de Sud.